# Anseong
Anseong es una ciudad ubicada al extremo sur de la provincia de Gyeonggi de Corea del Sur. Limita al norte con Yongin, Pyungtaek al oeste, Ichon al Noreste y Cheonan al sur de la provincia de Chungcheong. 
Presenta 149.233 habitantes en una superficie de 554,2 km².
- Datos: Q42119
- Multimedia: Anseong / Q42119